# Les Damnés de la mer
Les Damnés de la mer es una película del año 2008.

## Sinopsis
En Villa Cisneros, en la costa del Sáhara Occidental, una de las zonas pesqueras más ricas del planeta, centenares de pescadores, empujados por la creciente escasez de los recursos en las regiones más al norte, se amontonan en tiendas de campaña salpicadas por las olas. Pero la búsqueda de una pesca milagrosa se ha transformado en una trampa trágica. Al carecer de permisos, están condenados a pescar a unos cuantos metros de la orilla, mientras que, un poco más lejos, los enormes pesqueros, equipados con sonares de última tecnología, se hacen con la riqueza del mar que exportarán a otros continentes.

## Premios
- Festival de Cine Panafricano de Cannes 2009.
- Festival Visions du réel (Nyon, Suiza) 2009.
- Festival Eslovaco de Cine Medioambiental 2009.